# 사이코빌리
사이코빌리(영어: Psychobilly)는 1980년대 로커빌리에서 파생된 음악 장르로, 펑크의 영향을 받았다.

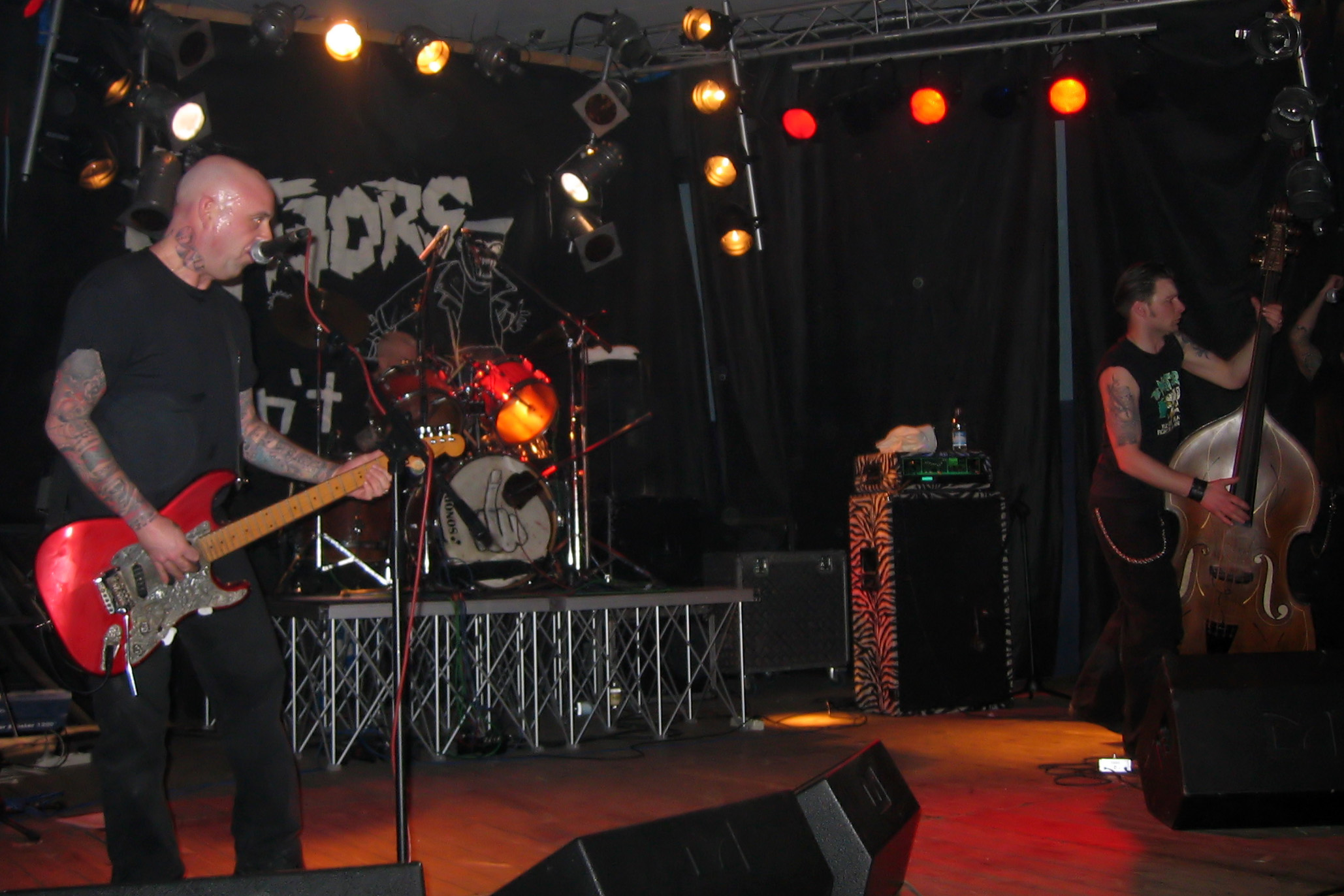
The Meteors